# Noble Park North
Noble Park North är en del av en befolkad plats i Australien. Den ligger i kommunen Greater Dandenong och delstaten Victoria, omkring 25 kilometer sydost om delstatshuvudstaden Melbourne. Antalet invånare är 7 390.
Runt Noble Park North är det tätbefolkat, med 819 invånare per kvadratkilometer.. Närmaste större samhälle är Noble Park, nära Noble Park North.
Runt Noble Park North är det i huvudsak tätbebyggt. Genomsnittlig årsnederbörd är 1 244 millimeter. Den regnigaste månaden är juli, med i genomsnitt 140 mm nederbörd, och den torraste är januari, med 49 mm nederbörd.